# Таллінн (протичовновий корабель)
Таллінн  — великий протичовновий корабель проєкту 1134Б. Названий на честь міста Таллінн. Входив до складу Тихоокеанського флоту СРСР.

## Історія
Зарахований до списків кораблів ВМФ 7 травня 1975 року, 5 листопада того ж року будівництво корабля було розпочато на суднобудівному заводі імені 61 комунара в Миколаєві (заводський № 2007). 
5 листопада 1976 року спущений на воду. 17 листопада 1979 року вийшов в море на державні випробування, вступив в стрій 31 грудня того ж року. 
23 лютого 1980 року був вперше піднятий Військово-морський прапор. 28 березня того ж року був включений до складу 175ої Бригади ракетних крейсерів 10ої оперативної ескадри кораблів Червонопрапорного Тихоокеанського флоту. 
Став першим з кораблів серії 1134Б, який прийняв на озброєння універсальний ракетний комплекс «Розтруб». 
З 13 по 17 грудня 1981 року наніс візит в Мапуту (Мозамбік), з 16 по 20 лютого 1984 року  — в Массауа (Ефіопія), з 13 по 17 серпня 1985 року  — в Вонсан (Північна Корея), З 12 по 16 березня 1986 року зробив діловий захід у Джибуті. 
1990 року був поставлений в ремонт на «Дальзавод», який був фактично заморожений. З березня 1991 року числився у складі 48 дивізії протичовнових кораблів. У вересні 1992  року отримав нову назву  — «Владивосток». 
5 липня 1994 року виключений зі складу ТОФ. У червні 1997 року відправлений на переробку в Індію. 